# Delays
Delays is een Britse indieband uit Southampton die bestond uit de broers Greg Gilbert (zang, gitaar) en Aaron Gilbert (keyboards, zang), Colin Fox (basgitaar, zang) en Rowly (drums, percussie) tot het overlijden van Greg Gilbert in 2021. De muziek van de band combineert gitaar met synthesizers en werd door de muziekpers vergeleken met o.a. Cocteau Twins, The La’s, Geneva, The Byrds en The Stone Roses. Kenmerkend aan het geluid van Delays is het opvallende stemgeluid van zanger Greg Gilbert, dat volgens critici een combinatie was van de hoge, zweverige vocalen van Elizabeth Fraser en het rauwe van Stevie Nicks.

## Geschiedenis
In 2001 bracht de band een ep uit onder de naam Idoru (na eerder onder de naam Corky te hebben opgetreden), maar veranderde de bandnaam in 2003 in Delays en kreeg vervolgens een platencontract bij Rough Trade Records nadat platenbaas Geoff Travis onder de indruk was van het live-optreden dat hij bijwoonde.
In de periode 2004-2010 bracht de band 4 albums uit, waarvan de eerste 3 de Top 30 haalden in de UK Albums Chart. Ze haalden zesmaal de Top 40 in de UK Singles Chart. De meest succesvolle single was "Long Time Coming", die de zestiende plek behaalde.
Delays stond in het voorprogramma van o.a. Crowded House, Manic Street Preachers, Franz Ferdinand en Snow Patrol. Tevens vond een gezamenlijke tournee met The Veils plaats, waarbij ook Nederland werd aangedaan. In 2004 stond de band op het affiche van Lowlands.
In 2006 werkte de band samen met producer Trevor Horn voor de single “Valentine”, waarop geëxperimenteerd werd met disco-invloeden. Horn zou later het nummer “Stay Where You Are” van het album Faded Seaside Glamour uit 2004 als inspiratiebron gebruiken voor de bas-riff van het door hem geproduceerde nummer “Bodies” van Robbie Williams, dat in 2009 de nummer 1-positie bereikte in de Nederlandse hitlijsten.
In 2016 werd Greg Gilbert gediagnosticeerd met darmkanker. Hij overleed op 30 september 2021 op 44-jarige leeftijd.

## Discografie
Albums
- Faded Seaside Glamour (2004)
- You See Colours (2006)
- Everything’s the Rush (2008)
- Star Tiger Star Ariel (2010)

Ep's
- Safety In Numbers EP (2001, als Idoru)
- Love Made Visible (2007)
- Lost Tunes (2008)

Singles
- Nearer Than Heaven (2003)
- Hey Girl (2003)
- Ride It On (2003, splitsingle met The Veils)
- Long Time Coming (2004)
- Nearer Than Heaven (re-release) (2004)
- Lost In A Melody/Wanderlust (2004)
- Valentine (2006)
- Hideaway (2006)
- Hooray (2008)
- Keep It Simple (2008)
- Unsung (2010)